# Chris Evert
Christine Marie Evert Mill (Fort Lauderdale, Flórida, 21 de dezembro de 1954) é uma ex-tenista dos Estados Unidos da América sendo a nº 1 do planeta por cinco oportunidades. Durante a sua carreira, Evert ganhou 18 títulos de Grand Slam, incluindo um recorde de sete conquistas no Open de França. Ela ainda ganhou dois torneios do Grand Slam em duplas.
Evert é membro do International Tennis Hall of Fame desde 1995.

## Carreira no tênis
Chris Evert foi a primeira da geração moderna de tenistas femininas, com seu talento usando as duas mãos e forte jogo de fundo de quadra. Apesar disso, é mais lembrada por sua rivalidade com Martina Navratilova, a única tenista a conquistar mais títulos de simples do que ela (161 contra 157). Seu apelido, "A Dama de Gelo" (Ice Maiden), é tanto um elogio quanto uma descrição. Um reconhecimento da feminilidade que ela trouxe enquanto Billie Jean King estava introduzindo uma dimensão feminista ao esporte, o apelido também compreendia a frieza da determinação de seu jogo. Evert tinha um poder de concentração e uma precisão que fizeram dela uma das mais consistentes tenistas, e apesar de jogar muito bem no fundo também tinha voleios bastante eficientes que a ajudaram a conquistar títulos de duplas em Wimbledon e Roland-Garros. Foi eleita "Atleta do ano" em quatro oportunidades e recebeu o prêmio "Esportista feminina do ano" da revista Sport Illustrated em 1976. Em 1995 foi eleita por unanimidade para o hall da fama do tênis internacional.
Ela, Martina Navrátilová, Margaret Osborne duPont, Steffi Graf, Rafael Nadal, Bob Bryan e Mike Bryan são os únicos tenistas a obter o chamado Década Slam do tênis. Ou seja, ganhar durante dez anos consecutivos pelo menos um dos torneio do Grand Slam por temporada. Não precisa ser o mesmo torneio do Grand Slam, mas tem que ser obrigatoriamente durante dez anos consecutivos e só em simples, duplas ou duplas mistas. No caso de Evert, ela conseguiu uma Década Slam de 1974 a 1983 em Simples.

### Vida pessoal
O tênis sempre esteve presente na vida particular de Chris. Seu pai, Jimmy Evert, foi um técnico profissional de tênis. Ela e sua irmã, Jeanne Evert, se profissionalizaram como tenistas e seu irmão, Jack Evert se formou na Universidade de Auburn, onde disputou torneios intercolegiais de tênis.
Chris Evert envolveu-se por duas vezes com o também tenista Jimmy Connors, antes de se casar com outro tenista, o britânico John Lloyd, em 1979. Divorciou-se de Lloyd em 1987, e acabou constituindo uma família com o seu segundo marido, o esquiador estado-unidense Andy Mill, com quem se casou em 1988.

## Grand Slam finals

### Simples: 34 finais (18 títulos, 16 vices)
| Resultado | Ano  | Campeonato           | Piso   | Oponente                | Placar                  |
| --------- | ---- | -------------------- | ------ | ----------------------- | ----------------------- |
| Vice      | 1973 | Aberto da França     | Saibro | Margaret Court          | 7–6(7–5), 6–7(6–8), 4–6 |
| Vice      | 1973 | Wimbledon            | Grama  | Billie Jean King        | 0–6, 5–7                |
| Vice      | 1974 | Australian Open      | Grama  | Evonne Goolagong        | 6–7(5–7), 6–4, 0–6      |
| Campeã    | 1974 | Aberto da França     | Saibro | Olga Morozova           | 6–1, 6–2                |
| Campeã    | 1974 | Wimbledon            | Grama  | Olga Morozova           | 6–0, 6–4                |
| Campeã    | 1975 | Aberto da França (2) | Saibro | Martina Navratilova     | 2–6, 6–2, 6–1           |
| Campeã    | 1975 | US Open              | Saibro | Evonne Goolagong        | 5–7, 6–4, 6–2           |
| Campeã    | 1976 | Wimbledon (2)        | Grama  | Evonne Goolagong        | 6–3, 4–6, 8–6           |
| Campeã    | 1976 | US Open (2)          | Saibro | Evonne Goolagong        | 6–3, 6–0                |
| Campeã    | 1977 | US Open (3)          | Saibro | Wendy Turnbull          | 7–6(7–3), 6–2           |
| Vice      | 1978 | Wimbledon (2)        | Grama  | Martina Navratilova     | 6–2, 4–6, 5–7           |
| Campeã    | 1978 | US Open (4)          | Duro   | Pam Shriver             | 7–5, 6–4                |
| Campeã    | 1979 | Aberto da França (3) | Saibro | Wendy Turnbull          | 6–2, 6–0                |
| Vice      | 1979 | Wimbledon (3)        | Grama  | Martina Navratilova     | 4–6, 4–6                |
| Vice      | 1979 | US Open              | Duro   | Tracy Austin            | 4–6, 3–6                |
| Campeã    | 1980 | Aberto da França (4) | Saibro | Virginia Ruzici         | 6–0, 6–3                |
| Vice      | 1980 | Wimbledon (4)        | Grama  | Evonne Goolagong Cawley | 1–6, 6–7(4–7)           |
| Campeã    | 1980 | US Open (5)          | Duro   | Hana Mandlíková         | 5–7, 6–1, 6–1           |
| Campeã    | 1981 | Wimbledon (3)        | Grama  | Hana Mandlíková         | 6–2, 6–2                |
| Vice      | 1981 | Australian Open (2)  | Grama  | Martina Navratilova     | 7–6(7–4), 4–6, 5–7      |
| Vice      | 1982 | Wimbledon (5)        | Grama  | Martina Navratilova     | 1–6, 6–3, 2–6           |
| Campeã    | 1982 | US Open (6)          | Duro   | Hana Mandlíková         | 6–3, 6–1                |
| Campeã    | 1982 | Australian Open      | Grama  | Martina Navratilova     | 6–3, 2–6, 6–3           |
| Campeã    | 1983 | Aberto da França (5) | Saibro | Mima Jaušovec           | 6–1, 6–2                |
| Vice      | 1983 | US Open (2)          | Duro   | Martina Navratilova     | 1–6, 3–6                |
| Vice      | 1984 | Aberto da França (2) | Saibro | Martina Navratilova     | 3–6, 1–6                |
| Vice      | 1984 | Wimbledon (6)        | Grama  | Martina Navratilova     | 6–7(5–7), 2–6           |
| Vice      | 1984 | US Open (3)          | Duro   | Martina Navratilova     | 6–4, 4–6, 4–6           |
| Campeã    | 1984 | Australian Open (2)  | Grama  | Helena Suková           | 6–7(4–7), 6–1, 6–3      |
| Campeã    | 1985 | Aberto da França(6)  | Saibro | Martina Navratilova     | 6–3, 6–7(4–7), 7–5      |
| Vice      | 1985 | Wimbledon (7)        | Grama  | Martina Navratilova     | 6–4, 3–6, 2–6           |
| Vice      | 1985 | Australian Open (3)  | Grama  | Martina Navratilova     | 2–6, 6–4, 2–6           |
| Campeã    | 1986 | Aberto da França (7) | Saibro | Martina Navratilova     | 2–6, 6–3, 6–3           |
| Vice      | 1988 | Australian Open (4)  | Duro   | Steffi Graf             | 1–6, 6–7(3–7)           |

### Duplas: 4 finais (3 títulos, 1 vices)
| Resultado | Ano  | Campeonato           | Piso   | Parceira            | Oponentes                       | Placar        |
| --------- | ---- | -------------------- | ------ | ------------------- | ------------------------------- | ------------- |
| Campeã    | 1974 | Aberto da França     | Saibro | Olga Morozova       | Gail Lovera Katja Ebbinghaus    | 6–4, 2–6, 6–1 |
| Campeã    | 1975 | Aberto da França (2) | Saibro | Martina Navratilova | Julie Anthony Olga Morozova     | 6–3, 6–2      |
| Campeã    | 1976 | Wimbledon            | Grama  | Martina Navratilova | Billie Jean King Betty Stöve    | 6–1, 3–6, 7–5 |
| Vice      | 1988 | Australian Open      | Duro   | Wendy Turnbull      | Martina Navratilova Pam Shriver | 0–6, 5–7      |

### Duplas Mistas: 1 final (1 vice)
| Resultado | Ano  | Campeonato | Piso  | Parceiro      | Oponentes                    | Placar   |
| --------- | ---- | ---------- | ----- | ------------- | ---------------------------- | -------- |
| Vice      | 1974 | US Open    | Grama | Jimmy Connors | Pam Teeguarden Geoff Masters | 1–6, 6–7 |

### WTA finals

#### Simples: 8 (4 títulos, 4 vices)
| Resultado | Ano  | Local             | Piso    | Oponente                | Placar        |
| --------- | ---- | ----------------- | ------- | ----------------------- | ------------- |
| Campeã    | 1972 | Boca Raton        | Saibro  | Kerry Melville Reid     | 7–5, 6–4      |
| Campeã    | 1973 | Boca Raton (2)    | Saibro  | Nancy Richey Gunter     | 6–3, 6–3      |
| Vice      | 1974 | Los Angeles       | Carpete | Evonne Goolagong Cawley | 3–6, 4–6      |
| Campeã    | 1975 | Los Angeles (3)   | Carpete | Martina Navrátilová     | 6–4, 6–2      |
| Vice      | 1976 | Los Angeles (2)   | Carpete | Evonne Goolagong Cawley | 3–6, 7–5, 3–6 |
| Campeã    | 1977 | New York City (4) | Carpete | Sue Barker              | 2–6, 6–1, 6–1 |
| Vice      | 1983 | New York City (3) | Carpete | Martina Navratilova     | 2–6, 0–6      |
| Vice      | 1984 | New York City (4) | Carpete | Martina Navratilova     | 3–6, 5–7, 1–6 |

## Linha do tempo em Grand Slam
| Torneio         | 1971 | 1972 | 1973 | 1974 | 1975 | 1976 | 1977 | 1978 | 1979 | 1980 | 1981 | 1982 | 1983 | 1984 | 1985 | 1986 | 1987 | 1988 | 1989 |
| --------------- | ---- | ---- | ---- | ---- | ---- | ---- | ---- | ---- | ---- | ---- | ---- | ---- | ---- | ---- | ---- | ---- | ---- | ---- | ---- |
| Australian Open | -    | -    | -    | F    | -    | -    | -    | -    | -    | -    | F    | V    | A    | V    | F    | -    | -    | F    | -    |
| Roland Garros   | -    | -    | F    | V    | V    | -    | -    | -    | V    | V    | SF   | SF   | V    | F    | V    | V    | SF   | 3R   | -    |
| Wimbledon       | -    | SF   | F    | V    | SF   | V    | SF   | F    | F    | F    | V    | F    | 3R   | F    | F    | SF   | SF   | SF   | SF   |
| US Open         | SF   | SF   | SF   | SF   | V    | V    | V    | V    | F    | V    | SF   | V    | F    | F    | SF   | SF   | QF   | SF   | QF   |